# Usseglio
Usseglio is een gemeente in de Italiaanse provincie Turijn (regio Piëmont) en telt 242 inwoners (31-12-2004). De oppervlakte bedraagt 98,5 km², de bevolkingsdichtheid is 2 inwoners per km².
De volgende frazioni maken deel uit van de gemeente: Piazzette, Pianetto, Chiaberto, Cortevicio, Villaretto, Crot, Perinera, Quagliera, Margone, Malciaussia, Pian Benot.

## Demografie
Usseglio telt ongeveer 123 huishoudens. Het aantal inwoners daalde in de periode 1991-2001 met 17,2% volgens cijfers uit de tienjaarlijkse volkstellingen van ISTAT.
| Jaar | Inwoneraantal |
| ---- | ------------- |
| 1991 | 309           |
| 2001 | 256           |

## Geografie
De gemeente ligt op ongeveer 1260 m boven zeeniveau.
Usseglio grenst aan de volgende gemeenten: Balme, Bessans (FR-73), Bruzolo, Bussoleno, Chianocco, Condove, Lemie, Mompantero, Novalesa.

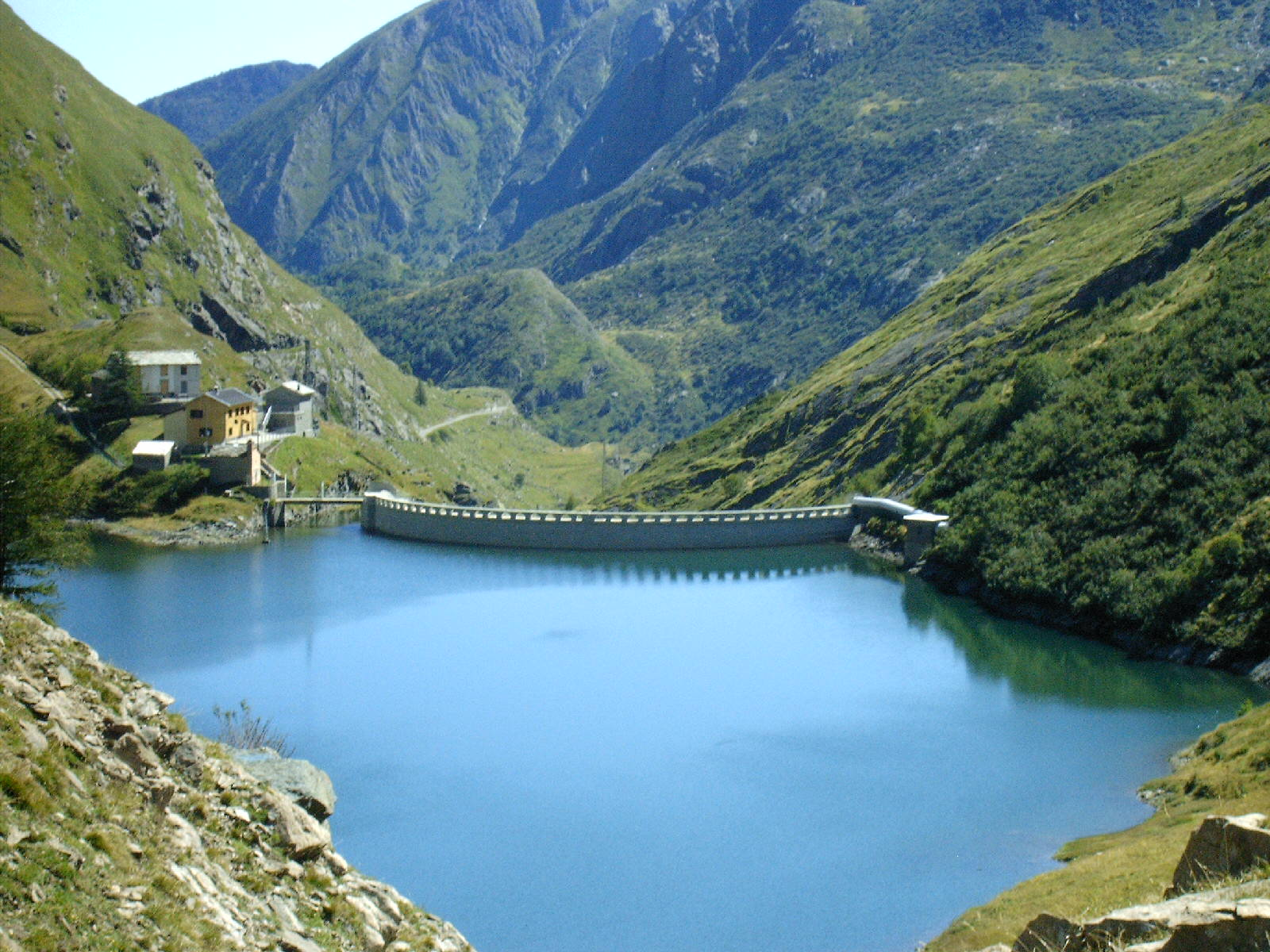
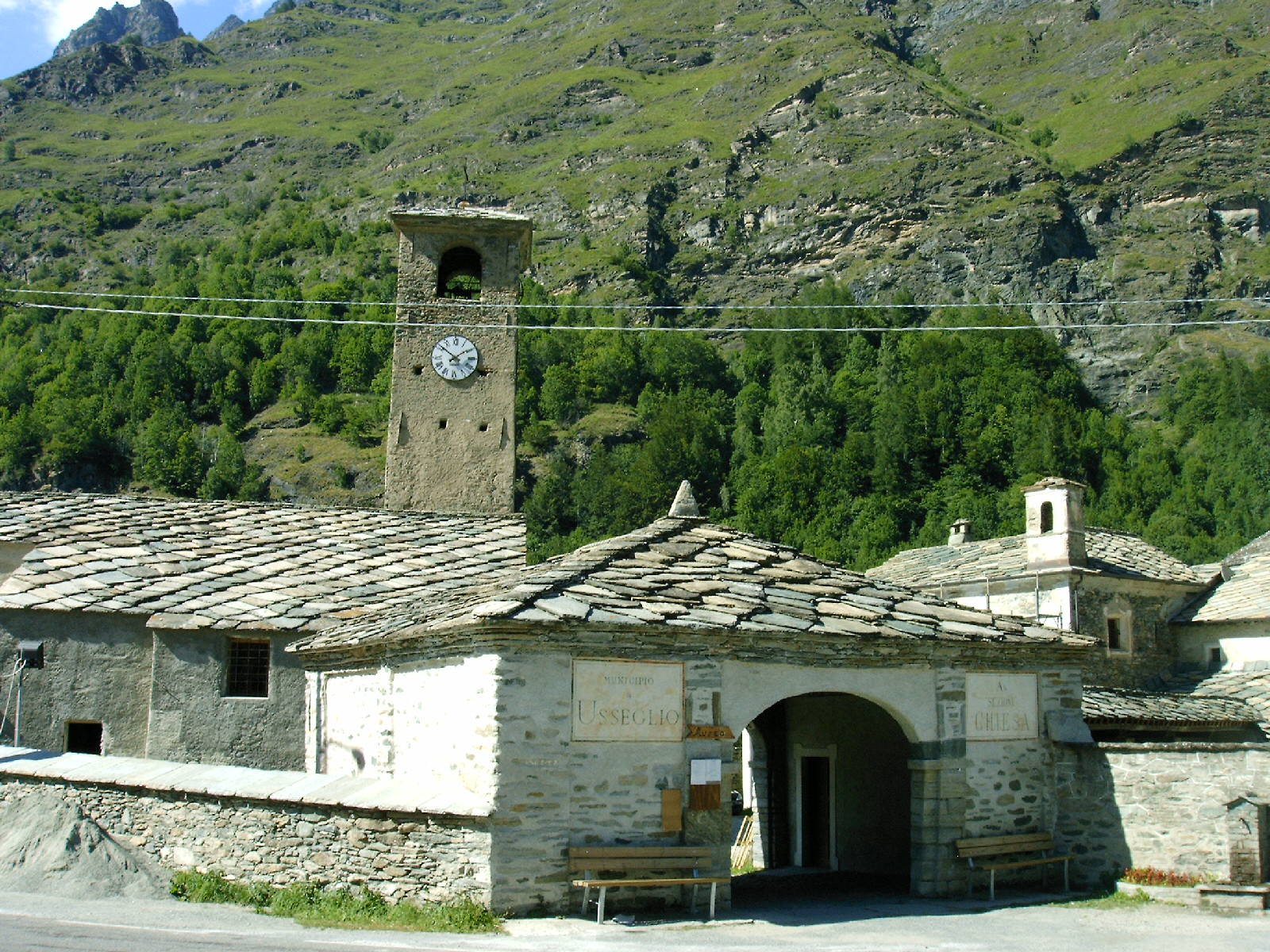
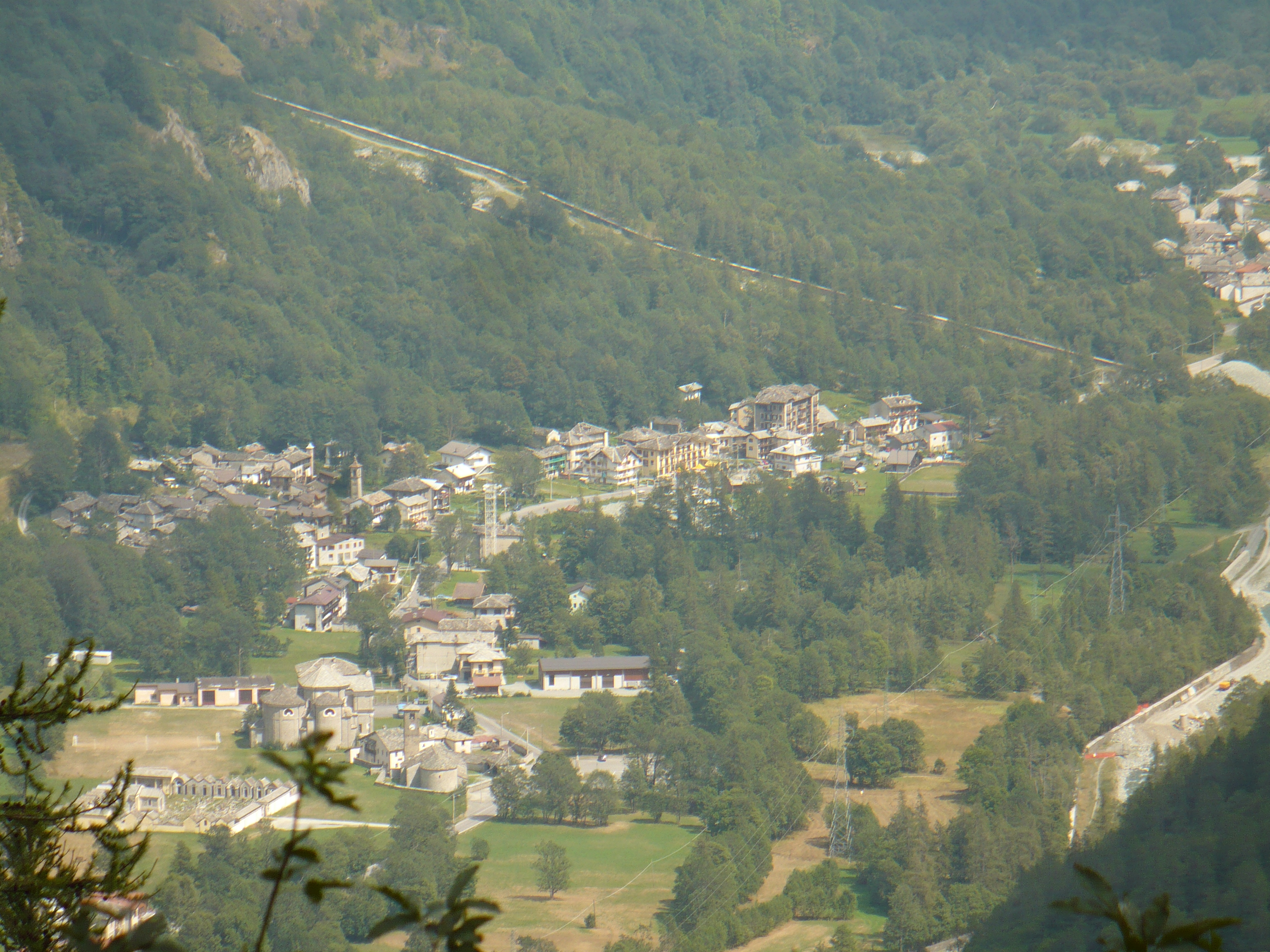
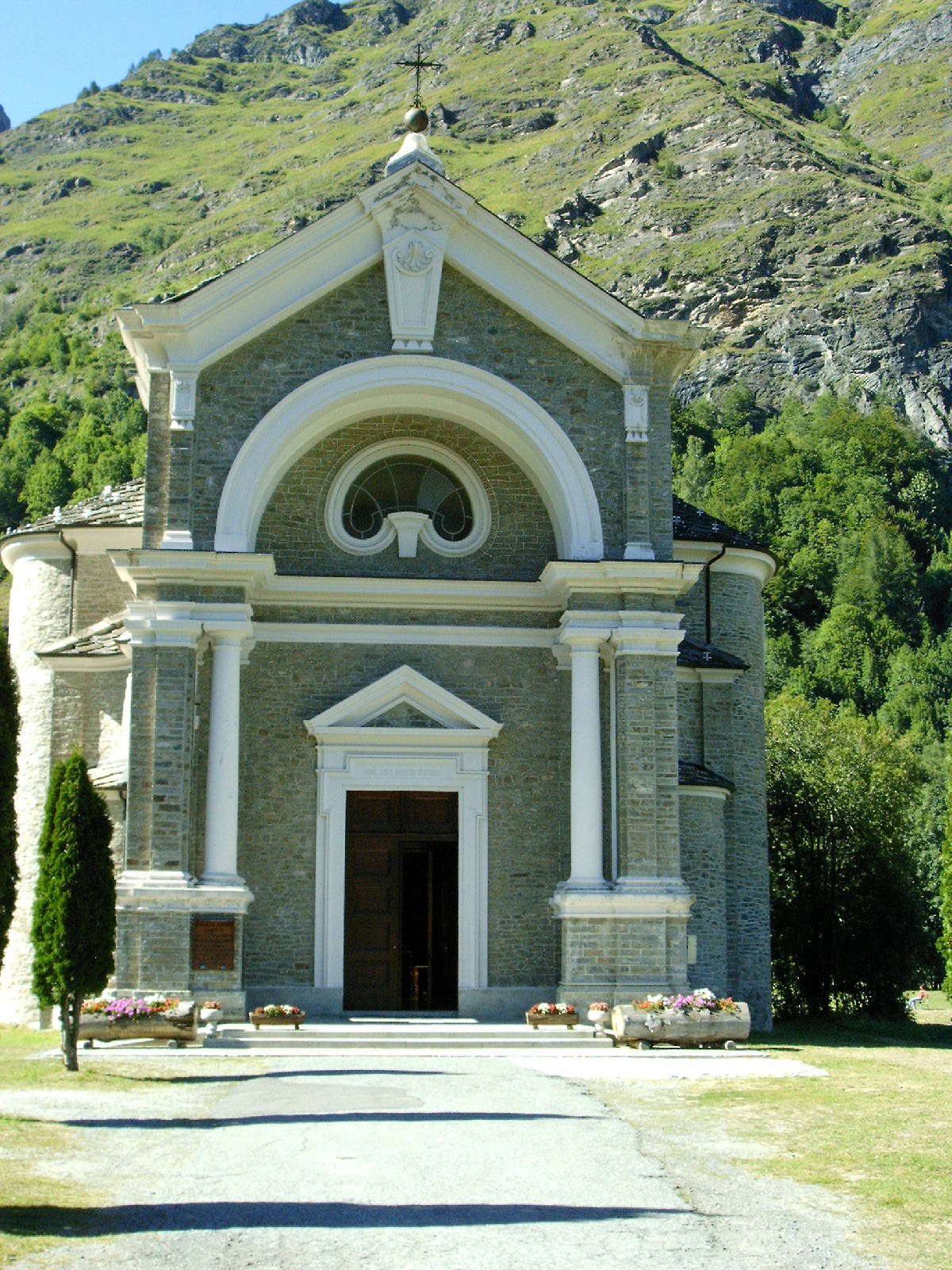

1. ↑  https://demo.istat.it/?l=it.